# River Dane
River Dane är ett vattendrag i Storbritannien.   Det ligger i kommunen Cheshire West and Chester i riksdelen England, i den södra delen av landet, 250 km nordväst om huvudstaden London.